# Friedrich Kirsten
Johann Gottfried Friedrich Kirsten (* 8. November 1759 in der Grabenmühle bei Reinsdorf (Nebra); † 18. November 1843 in Weimar) war im klassischen Weimar von 1798 bis 1811 ökonomischer Bürgermeister, ab 1811 Bürgermeister-Stellvertreter und ab 1819 Stadtkämmerer.

## Leben

### Herkunftsfamilie
In Reinsdorf im Amt Freyburg waren die Kirstens spätestens seit Anfang 1700 Erbbesitzer der Grabenmühle und eines Ritterguts. Nach dem Tod von Adam Kirsten 1749 verkauften seine Erben das Rittergut; sein Sohn Johann Gottfried (* 1715, Friedrichs Vater) erwarb dann ein Rittergut in Olbersleben im Amt Hardisleben. Johann Gottfrieds Tochter Johanna Juliane Wilhelmine (* 18. Februar 1752 in der Grabenmühle, Friedrichs ältere Schwester) verehelichte sich am 29. Januar 1775 in Olbersleben mit dem Amtsschreiber Johann Christian König (1743‒1789) von Hardisleben. Ihr Sohn Gottlob (* 1779) wurde ein namhafter Forstwissenschaftler, bei dessen zweiter Tochter Friedrich 1809 Pate stand. König gab 1780 seine Position in Hardisleben auf und erwarb die Grabenmühle von seinem Schwiegervater; Friedrich Kirsten erbte das Gut in Olbersleben.

### Berufsweg
Friedrich wurde am 18. März 1779 in Jena zum Studium eingeschrieben als „Io. Gottfr. Frid. Kirsten“ aus Weimar und am 17. Oktober 1780 in Leipzig als „Kirsten, Ioh. Gottfried Frdr.“ aus Weimar. Am 6. August 1782 nahm er dort an einer juristischen Disputation teil.
Er wurde Sekretär des Königlich Polnischen und Kursächsischen Geheimrats und Salinendirektors Carl Leopold von Beust, wurde selber Königlich Polnischer und Kursächsischer Bergrat und erwarb den Eisenhammer in Walsburg im Amt Ziegenrück. Ab März 1789 war er als Eisenhändler in Weimar tätig.
Im Oktober 1797 erhob der Herzog (Carl August) die Forderung, dass die Aufgabenverteilung im Weimarer Stadtrat neu geordnet werde. Bis dahin gab es zwei Bürgermeisterämter, deren (gewöhnlich lebenslängliche) Inhaber jährlich zwischen den Tätigkeiten als amtierender Bürgermeister und als amtierender Stadtrichter wechselten. Da die wirtschaftliche Situation der Stadt seit Jahrzehnten desolat war, sollten nun zwei ständige Bürgermeister mit spezialisierter Zuständigkeit für wirtschaftliche bzw. für alle anderen Belange berufen werden, und der ökonomische Bürgermeister sollte ausdrücklich kein Berufsjurist sein. Nach einigen Auseinandersetzungen wählte das Ratskollegium dementsprechend am 1. Mai 1798 einen allgemeinen (ersten) Bürgermeister (Carl Adolph Schultze) und einen zweiten (ökonomischen) Bürgermeister, Friedrich Kirsten.
Ende 1810 wurde eine neue Stadtordnung für Weimar erlassen. Neue Elemente waren der Verwaltungsausschuss (für die laufenden Verwaltungsgeschäfte) und der Beratungsausschuss. Kirsten wurde durch Verfügung des Herzogs „Beisitzer“ im Verwaltungsausschuss und dadurch Mitarbeiter und Vertreter des Bürgermeisters sowie Betreuer von Marktangelegenheiten. 1819 war er zusätzlich Vertreter des Verwalters der Ratskämmerei; Ende des Jahres übernahm er diese Position als städtischer Beamter und schied aus dem Beisitzeramt aus. Er hatte die Kämmereiverwaltung mindestens bis 1835 inne.

### Familie

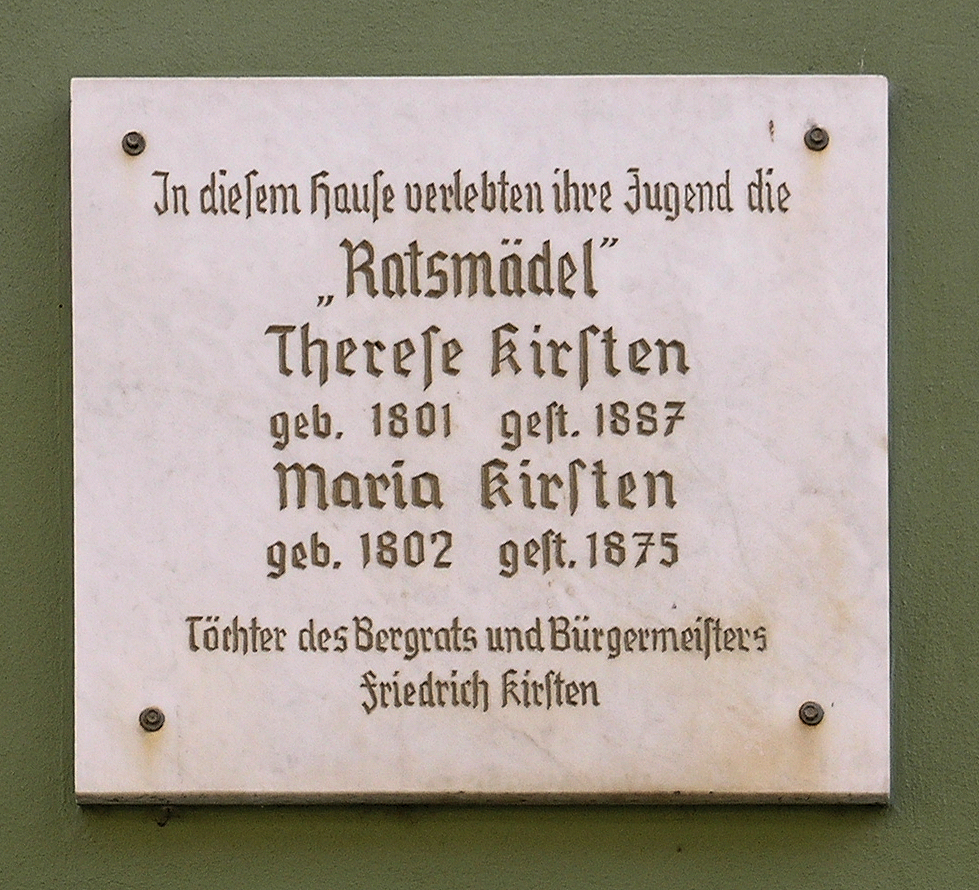
Gedenktafel für die Ratsmädel in der Windischenstraße 13

Kirsten verehelichte sich am 20. Juni 1790 mit Dorothea „Doris“ Christiana Wetken (* Mai 1773, † 11. Januar 1819),
Tochter des Landkammerrats, späteren Kammerrats Laurenz Heinrich Wetken († 29. November 1787), Mitglied des Kammerkollegiums. Die Familie wohnte spätestens ab 1801 in einem Haus der Witwe Caroline Ludecus in der Windischengasse Nr. 13 zur Miete; er kaufte das Haus 1816. Sechs Kinder des Ehepaars sind bekannt:
- Gustav, getauft am 8. Mai 1792, beigesetzt am 21. Februar 1794.[25]
- Franz, getauft am 9. März 1794, beigesetzt am 9. Februar 1797.[26]
- Christiane Louise, getauft am 29. Februar 1796,[27] † 1869. Louise verehelichte sich am 11. März 1828 mit dem bekannten Improvisator O. L. B. Wolff.[28]
- Carl Wilhelm, getauft am 27. Dezember 1797.[29]
- Albertine Therese, getauft am 11. Januar 1801,[30] † 1887. Therese heiratete im Juni 1821[31] den Geheimrat Ottokar Thon (1792‒1842). Zwei Töchter:
  - Helene Thon, getauft am 28. Oktober 1827,[32] † 28. Januar 1855.[33]
  - Therese Thon (* 10. Februar 1831,[34] † 20. November 1911[35]) verehelichte sich am 28. August 1854[36] mit Hermann Böhlau (1826‒1900). Deren Tochter:
    - Helene Böhlau (* 22. November 1856,[37] † 1940) wurde Schriftstellerin und verarbeitete Jugenderlebnisse ihrer Großmutter Therese und deren jüngerer Schwester Marie in mehreren Geschichten über die „Ratsmädel“.
- Marie Eleonora (* 22. Februar 1802, † 5. März 1875)[38]. Marie heiratete im November 1818[39] den Hofsekretär Carl Julius Wilhelm Zwierlein.[40]

Die Ehefrau Doris Kirsten war 1814 und 1815 zusammen mit Caroline Ludecus und anderen an der Betreuung kranker Soldaten und an der Gründung eines Patriotischen Fraueninstituts beteiligt.